# Joseph Mora
Pour les articles homonymes, voir Mora.
Joseph Mora, né le 13 janvier 1993 à Carrizal, est un footballeur international costaricien. Il joue au poste d'arrière gauche au Deportivo Saprissa.

## Biographie
En 2015, Joseph Mora participe au Festival international espoirs – Tournoi Maurice-Revello avec le Costa Rica, qui se déroule en Provence-Alpes-Côte d'Azur. Le Costa Rica termine 8ème du Tournoi de Toulon 2015.
Le 7 mars 2018, Mora est transféré à D.C. United pour évoluer en MLS.
Le 26 février 2022, il fait ses débuts sous ses nouvelles couleurs contre D.C. United, s'inclinant 3-0. C'est par ailleurs le tout premier match disputé par son club en MLS.
Après un an et demi au Charlotte FC, le club le libère le 8 août 2023, après l'arrivée de Jere Uronen en provenance du Stade brestois 29.

## Palmarès
Deportivo Saprissa
- Champion du Costa Rica en Apertura 2015, Apertura 2016 et Clausura 2018